# Мали Козинац
Мали Козинац је насељено мјесто у општини Бариловић, на Кордуну, у Карловачкој жупанији, Република Хрватска.

## Историја
Мали Козинац се од распада Југославије до августа 1995. године налазио у Републици Српској Крајини. До територијалне реорганизације у Хрватској насеље се налазило у саставу бивше општине Дуга Реса.

## Становништво
Према попису становништва из 2011. године, насеље Мали Козинац је имало 29 становника.
| Националност       | 1991. | 1981. | 1971. | 1961. |
| Срби               | 81    | 77    | 97    | 108   |
| Хрвати             | 1     | 7     | 1     | 3     |
| Југословени        |       | 9     |       |       |
| остали и непознато | 4     |       |       | 1     |
| Укупно             | 86    | 93    | 98    | 112   |

| Демографија | Демографија | Демографија |
| Година      | Становника  | Становника  |
| ----------- | ----------- | ----------- |
| 1961.       | 112         |             |
| 1971.       | 98          |             |
| 1981.       | 93          |             |
| 1991.       | 86          |             |
| 2001.       | 27          |             |
| 2011.       |             | 29          |